# آورو منچستر
آورو ۶۷۹ منچستر(به انگلیسی: Avro 679 Manchester) یک بمب افکن سنگین دو موتوره بریتانیایی بود که توسط شرکت هواپیماسازی آورو در بریتانیا توسعه داده و تولید شد. اگرچه تعداد زیادی از این هواپیما ساخته نشد، اما نمونه پیشرویی برای طراحی هواپیمای معروف و بسیار موفق چهار موتوره آورو لانکاستر بود که یکی از توانمندترین بمب‌افکن‌های راهبردی جنگ جهانی دوم بود.

## کاربران
استرالیا
 کانادا
 بریتانیا

## مشخصات فنی (منچستر Mk I)
داده‌ها از Aircraft of the Royal Air Force 1918–57, Avro Aircraft since 1908, Flight
ویژگی‌های عمومی
- خدمه: ۷
- طول: ۷۰ فوت (۲۱ متر)
- پهنای بال: ۹۰ فوت ۱ اینچ (۲۷٫۴۶ متر)
- ارتفاع: ۱۹ فوت ۶ اینچ (۵٫۹۴ متر)
- مساحت بال‌ها: ۱٬۱۳۱ فوت مربع (۱۰۵٫۱ متر مربع)
- ایرفویل: root: NACA 23018; tip: NACA 23012[۴]
- وزن خالی: ۳۱٬۲۰۰ پوند (۱۴٬۱۵۲ کیلوگرم)
- بیشترین وزن برخاست: ۵۰٬۰۰۰ پوند (۲۲٬۶۸۰ کیلوگرم)
- پیشرانه: ۲ عدد موتور پیستونی با خنک‌کننده X-24 رولز-رویس والتور, ۱٬۷۶۰ اسب بخار (۱٬۳۱۰ کیلووات)  در هر موتور
- ملخ‌ها: سهملخه ملخ گام ثابت

عملکرد
- حداکثر سرعت: ۲۶۵ مایل بر ساعت (۴۲۶ کیلومتر بر ساعت، ۲۳۰ گره) at ۱۷٬۰۰۰ فوت (۵٬۱۸۲ متر)
- بُرد: ۱٬۲۰۰ مایل (۱٬۹۰۰ کیلومتر، ۱٬۰۰۰ مایل دریایی) با حداکثر محموله بمب ۱۰٬۳۵۰ پوند (۴٬۶۹۵ کیلوگرم)
- حداکثر ارتفاع: ۱۹٬۲۰۰ فوت (۵٬۹۰۰ متر)

تسلیحات

- اسلحه‌ها: ۸ × 0.303 in (7.7 mm) Browning machine guns, (in Nash & Thompson nose (2), dorsal (2) and tail (4) turrets)
- بمب‌ها: ۱۰٬۳۵۰ پوند (۴٬۶۹۵ کیلوگرم)

## همچنین ببینید
- Flying Officer Leslie Thomas Manser VC

توسعه مرتبط
- آورو لانکاستر

هواگردهای با عملکرد، پیکربندی و یا دوره زمانی مشابه
- هندلی پیج هالیفاکس
- هاینکل هائی ۱۷۷
- Vickers Warwick

فهرست‌های مرتبط
- List of aircraft of the Royal Air Force
- List of aircraft of World War II
- List of bomber aircraft

### ارجاعات
1. ↑  Thetford 1957
2. ↑  Jackson 1990, p. 356.
3. ↑  Flight 1942, p. 555.
4. ↑  Lednicer, David. "The Incomplete Guide to Airfoil Usage". m-selig.ae.illinois.edu. Retrieved 16 April 2019.

### کتابشناسی - فهرست کتب
- "Avro Manchester – Details and Performance of Our Heaviest Twin-engined Bomber." Flight International, 4 June 1942. pp.  555–557.
- Bowyer, Chaz. Aircraft Profile No. 260: Avro Manchester. Windsor, UK: Profile Publications, 1974.
- Buttler, Tony. British Secret Projects: Fighters and Bombers 1935–1950. Hickley, UK: Midland Publishing, 2004. شابک ‎۹۷۸−۱−۸۵۷۸−۰۱۷۹−۸.
- Jackson, A.J. Avro Aircraft since 1908. London: Putnam Aeronautical Books, Second edition, 1990. شابک ‎۰−۸۵۱۷۷−۸۳۴−۸.
- Lake, Jon. The Great Book of Bombers: The World's Most Important Bombers from World War I to the Present Day. Zenith Imprint, 2002. شابک ‎۰−۷۶۰۳۱−۳۴۷−۴.
- Lewis, Peter. The British Bomber since 1914. London: Putnam, Second edition, 1974. شابک ‎۰−۳۷۰۱۰−۰۴۰−۹.
- "Manchesters". Aeromilitaria No. 2. Tonbridge, Kent, UK: Air-Britain (Historians) Ltd. , 1990.
- Mason, Francis K. The British Bomber since 1914. London: Putnam Aeronautical Books, 1994. شابک ‎۰−۸۵۱۷۷−۸۶۱−۵.
- Sinnott, Colin. The RAF and Aircraft Design 1923–1939: Air Staff Operational Requirements (Studies in Air Power). London: Frank Cass, 2001. شابک ‎۹۷۸−۰−۷۱۴۶−۵۱۵۸−۳.
- Thetford, Owen. Aircraft of the Royal Air Force 1918–57. London: Putnam, First edition, 1957. شابک ‎۰−۳۷۰۰۰−۱۰۱-X.

### جهت مطالعه
- Chant, Christopher. Lancaster: The History of Britain's Most Famous World War II Bomber. Bath, UK: Parragon, 2003. شابک ‎۰−۷۵۲۵۸−۷۶۹−۲.
- Holmes, Harry. Avro: The History of an Aircraft Company. Marlborough, UK: Crowood Press Ltd, Second edition, 2004. شابک ‎۱−۸۶۱۲۶−۶۵۱−۰.
- Holmes, Harry. Avro Lancaster (Combat Legend series). Shrewsbury, UK: Airlife Publishing Ltd. , 2002. شابک ‎۱−۸۴۰۳۷−۳۷۶−۸.
- Jackson, Robert. Aircraft of World War II. Enderby, UK: Silverdale Books, 2006. شابک ‎۱−۸۵۶۰۵−۷۵۱−۸.
- Kirby, Robert. Avro Manchester: The Legend Behind the Manchester. Leicester, UK: Midland Publishing, 1995. شابک ‎۱−۸۵۷۸۰−۰۲۸−۱.
- Mackay, R.S.G. Lancaster in action. Carrollton, Texas: Squadron/Signal Publications Inc. , 1982. شابک ‎۰−۸۹۷۴۷−۱۳۰-X.